# Gradišče, Grosuplje
Gradišče (izgovarjava [ɡɾaˈdiːʃtʃɛ]), tudi Gradišče pri Polici, je naselje v Občini Grosuplje. Vas je del severa zgodovinske slovenske pokrajine Dolenjske. Gradiščani so vključeni v župnijo ter krajevno skupnost bližnje večje vasi Police ter spadajo v Osrednjeslovensko statistično regijo.

## Zgodovina
Ime naselja izhaja iz železnodobnega tipa utrdbe – gradišča. Ustanovljeno je bilo leta 1992 z izločitvijo iz naselja Velike Stare vasi, Gradišče je tako ostalo kot hriboviti konec ene od dolin, ki se raztezajo iz območja Grosuplja.

## Kulturna dediščina
Nad vasjo je nekoč stala železnodobna utrdba – gradišče, ki je tudi služila za obrambo proti turškim vpadom. Utrdba je bila kasneje porušena, iz njenih kamnov pa zgrajena cerkev na Polici. Na vrhu vasi stoji ohranjen kamniti miljnik iz 19. stoletja.

## Zadrževalnik Veliki potok
V dolini vasi od leta 2022 stoji zadrževalnik Veliki potok, ki varuje Grosuplje in okoliške vasi pred poplavami.